# Boys Don't Cry (film)
Boys Don't Cry è un film del 1999, diretto da Kimberly Peirce ed interpretato da Hilary Swank e Chloë Sevigny.
Il soggetto è basato su fatti di cronaca nera: lo stupro e l'omicidio del giovane Brandon Teena, ragazzo transgender. Nonostante la non eccellente distribuzione negli Stati Uniti la pellicola suscitò interesse e consensi, accresciuti dal concomitante assassinio di un adolescente omosessuale, Matthew Shepard.
Grazie a questo film, Hilary Swank si è aggiudicata il Golden Globe per la migliore attrice in un film drammatico e l'Oscar alla miglior attrice nel 2000, mentre Chloë Sevigny è stata candidata agli stessi premi per il suo ruolo da non protagonista.

## Trama
Alla fine del 1993, Brandon Teena si trasferisce da Lincoln a Falls City, Nebraska, depressa cittadina di provincia ben nota per la sua chiusura mentale e vari episodi di cronaca nera. Brandon è un ragazzo generoso, solare e affascinante, che nasconde a tutti il segreto di essere transgender, fatto che si rivelerà in modo inequivocabile alla fine del film quando verrà denudato di forza. Brandon è costretto a mentire di continuo a causa dell'ambiente discriminatorio in cui si trova, il che spesso lo mette in difficoltà.
Brandon trova lavoro, diviene amico della timida ragazza madre Candace Lambert e dei loschi John Lotter e Tom Nissen - con precedenti penali - fino a instaurare una relazione con la giovane introversa Lana Tisdale, ex ragazza di Lotter, che trova in lui un amore e una devozione senza precedenti, ricambiandolo con trasporto, indifferente persino alla nozione di transgender, di essere assegnato alla nascita nel genere femminile, con pulsioni maschili crescenti che lo spingeranno a progettare il cambiamento di sesso mediante un difficilissimo intervento chirurgico nel quale dovranno costruire un pene impiegando non una protesi ma tessuti suoi.
La situazione precipita quando, fermato dalla Polizia per guida spericolata, si vengono a scoprire a carico di Brandon alcuni piccoli precedenti in altre contee dello Stato, del suo processo in corso cui sarà contumace, e soprattutto la sua identità transgender. Ciò gli vale la detenzione in un carcere femminile da cui esce su cauzione di una incredula Lana, alla quale racconta di essere transgender.
Il suo arresto non passa inosservato, finendo sui giornali e nelle mani della famiglia di Lana, di John e Tom. Questi, inorriditi da quello che considerano una perversione, lo costringono a spogliarsi per essere indi trascinato in un posto isolato e stuprato brutalmente, violentemente e ripetutamente. Brandon fugge e denuncia i suoi stupratori, nonostante la profonda sofferenza e l'incomprensione dello sceriffo. Candace lo nasconde in casa sua per essere quindi raggiunto da Lana. I due, rendendosi conto di amarsi al di là di qualunque ostacolo, progettano una fuga, ma, quando Lana torna a casa sua per fare le valigie, trova John ubriaco e armato, adirato con Brandon.
Tentando di depistarlo, convince lui e Tom ad andare a bere una birra insieme e sale sulla loro macchina ma i giovani lo conducono in casa di Candace assassinando questa insieme a Brandon. Lana, risparmiata insieme al bambino di Candace, veglia a fianco delle salme per poi lasciare la città recando una lettera di Brandon.
Nelle didascalie nei titoli di coda si viene a sapere che i due assassini vennero arrestati e mentre Niessen ottenne l'ergastolo testimoniando contro Lotter, quest'ultimo è detenuto nel braccio della morte; qualche anno più tardi Lana ebbe una figlia e tornò a Falls City per crescerla.

## Produzione
All'inizio fu presa in considerazione Chloë Sevigny (che interpreta Lana) per il ruolo principale; dopodiché furono provate in tre anni centinaia di attrici prima di arrivare a Hilary Swank.
Il film è ambientato in Nebraska, ma fu girato nei dintorni di Dallas (Texas). Le riprese durarono appena 36 giorni, dal 19 ottobre al 24 novembre 1998. Per la parte di Brandon, l'attrice Hilary Swank ricevette un compenso di 3 mila dollari.

## Colonna sonora
1. The Bluest Eyes in Texas - Nina Persson / Nathan Larson
2. A New Shade of Blue - The Bobby Fuller Four
3. She's Got a Way - The Smithereens
4. Who's That Lady? - The Isley Brothers
5. Codine Blues - The Charlatans
6. Silver Wings - The Knitters
7. Who Do You Love? - Quicksilver Messenger Service
8. Tuesday's Gone - Lynyrd Skynyrd
9. Haunt - Roky Erickson
10. Dustless Highway - Nathan Larson
11. What's Up With That? - The Dictators
12. Why Can't We Live Together? - Timmy Thomas
13. Boys don't cry - The Cure
14. She's a diamond - Opal

Fu pubblicata l'11 novembre 1999 dalla Koch Records.

## Distribuzione

### Date di uscita
- Stati Uniti: 1º ottobre 1999
- Italia: 11 febbraio 2000
- Spagna: 18 febbraio 2000
- India: 7 agosto 2000

### Versione italiana
La direzione del doppiaggio e i dialoghi italiani sono stati curati da Fiamma Izzo per conto della PUMAISdue. La sonorizzazione, invece, venne affidata alla SEFIT-CDC.

## Controversie
Benché sia basato su una storia vera, il film presenta notevoli incongruenze e ha scatenato proteste da parte delle persone realmente coinvolte nella vicenda, tra le quali i familiari della vittima, Lana Tisdale e gli abitanti di Falls City. È del tutto assente ad esempio Philip DeVinne, fidanzato della sorella della Lambert e terza vittima di John Lotter e Tom Nissen, né viene mai menzionato.
La madre di Brandon, JoAnn, manifestò il proprio disappunto all'agenzia di stampa Associated Press, nel 2000, nei confronti dell'attrice protagonista Hilary Swank, che la notte degli Oscar pronunciò un discorso di ringraziamento riferendosi al figlio come un "lui". Continuò inoltre a negare che il figlio fosse transgender, rivelando che da piccolo era stato molestato e affermando che aveva deciso di "travestirsi" come mera strategia difensiva.
Lana Tisdale si lamentò con la produzione per l'invasione della privacy, l'uso non autorizzato del suo nome e l'interpretazione della Sevigny la dipingesse come una persona pigra, spesso ubriaca, viscida e incolta (white trash). Tisdale smentì la sua presenza nella scena dell'omicidio e soprattutto il prosieguo della relazione dopo aver scoperto l'identità somatica di Brandon. Per la scena dello stupro, peraltro, il film fu vietato ai minori di 17 anni dalla Motion Picture Association of America, mentre in Italia fu apposto il divieto ai minori di 18 anni.

## Riconoscimenti
- 2000 - Premio Oscar
  - Miglior attrice protagonista a Hilary Swank
  - Candidatura Miglior attrice non protagonista a Chloë Sevigny
- 2000 - Golden Globe
  - Miglior attrice in un film drammatico a Hilary Swank
  - Candidatura Miglior attrice non protagonista a Chloë Sevigny
- 2001 - Premio BAFTA
  - Candidatura Miglior attrice protagonista a Hilary Swank
- 2000 - Screen Actors Guild Award
  - Candidatura Miglior attrice protagonista a Hilary Swank
  - Candidatura Miglior attrice non protagonista a Chloë Sevigny
- 1999 - Boston Society of Film Critics Award
  - Miglior regista esordiente a Kimberly Peirce
  - Miglior attrice protagonista a Hilary Swank
  - Miglior attrice non protagonista a Chloë Sevigny
- 1999 - Chicago Film Critics Association Award
  - Miglior attrice protagonista a Hilary Swank
  - Miglior attrice non protagonista a Chloë Sevigny
- 2001 - Empire Awards
  - Candidatura Miglior attrice a Hilary Swank
- 1999 - European Film Awards
  - Candidatura Miglior film internazionale a Kimberly Peirce
- 2000 - Independent Spirit Award
  - Miglior attrice protagonista a Hilary Swank
  - Miglior attrice non protagonista a Chloë Sevigny
  - Candidatura Miglior film d'esordio (sopra i 500.000) a Kimberly Peirce, Jeff Sharp, John Hart, Eva Kolodner e Christine Vachon
  - Candidatura Miglior sceneggiatura d'esordio a Kimberly Peirce e Andy Bienen
  - Candidatura Producers Award a Eva Kolodner
- 2000 - MTV Movie Award
  - Candidatura Miglior performance rivelazione a Hilary Swank
  - Candidatura Miglior bacio a Hilary Swank e Chloë Sevigny
- 1999 - National Board of Review Award
  - Migliori dieci film
  - Miglior regista esordiente a Kimberly Peirce
  - Miglior performance rivelazione femminile a Hilary Swank
- 1999 - Satellite Award
  - Miglior attrice in un film drammatico a Hilary Swank
  - Miglior attrice non protagonista in un film drammatico a Chloë Sevigny
  - Candidatura Miglior film drammatico
  - Candidatura Migliore regia a Kimberly Peirce
- 2000 - Critics' Choice Movie Award
  - Miglior attrice protagonista a Hilary Swank
- 2000 - GLAAD Media Awards
  - Candidatura Miglior film della piccola distribuzione
- 2000 - Nastro d'argento
  - Miglior doppiaggio femminile a Tatiana Dessi
- 2000 - Las Vegas Film Critics Society Award
  - Migliore regia a Kimberly Peirce
  - Miglior attrice protagonista a Hilary Swank
  - Miglior attrice non protagonista a Chloë Sevigny
  - Miglior promessa femminile a Hilary Swank
  - Migliore sceneggiatura a Kimberly Peirce e Andy Bienen
  - Candidatura Miglior film
- 1999 - Los Angeles Film Critics Association Award
  - Miglior attrice protagonista a Hilary Swank
  - Miglior attrice non protagonista a Chloë Sevigny
- 1999 - New York Film Critics Circle Award
  - Miglior attrice protagonista a Hilary Swank
  - Candidatura Miglior film d'esordio a Kimberly Peirce
  - Candidatura Miglior attrice non protagonista a Chloë Sevigny
- 2001 - Premio Robert
  - Candidatura Miglior film statunitense a Kimberly Peirce
- 2000 - Southeastern Film Critics Association Awards
  - Miglior attrice protagonista a Hilary Swank
  - Candidatura Miglior film
  - Candidatura Miglior attrice non protagonista a Chloë Sevigny
- 1999 - Chicago International Film Festival
  - Hugo d'argento alla miglior attrice a Hilary Swank
- 2000 - Dallas-Fort Worth Film Critics Association Awards
  - Miglior attrice a Hilary Swank
- 2001 - Guldbagge Award
  - Candidatura Miglior film straniero
- 2001 - London Critics Circle Film Awards
  - Candidatura Attrice dell'anno a Hilary Swank
- 1999 - London Film Festival
  - Premio FIPRESCI a Kimberly Peirce
  - Satyajit Ray Award a Kimberly Peirce
- 2000 - National Society of Film Critics Awards
  - Miglior attrice non protagonista a Chloë Sevigny
  - Candidatura Miglior attrice protagonista a Hilary Swank
- 2000 - Festival del cinema di Stoccolma
  - Premio del Pubblico a Kimberly Peirce
- 1999 - Festival del cinema di Stoccolma
  - Premio FIPRESCI a Kimberly Peirce
  - Miglior attrice protagonista a Hilary Swank
  - Miglior sceneggiatura a Kimberly Peirce
  - Candidatura Cavallo di bronzo a Kimberly Peirce
- 2000 - Teen Choice Awards
  - Candidatura Miglior performance rivelazione a Hilary Swank
- 2000 - Young Hollywood Awards
  - Miglior regia a Kimberly Peirce
  - Miglior sceneggiatura a Kimberly Peirce e Andy Bienen
- 1999 - Awards Circuit Community Awards
  - Candidatura Miglior attrice protagonista a Hilary Swank
- 2000 - Chlotrudis Awards
  - Miglior attrice protagonista a Hilary Swank
  - Candidatura Miglior film
  - Candidatura Miglior regia a Kimberly Peirce
  - Candidatura Miglior attrice non protagonista a Chloë Sevigny
- 2000 - Florida Film Critics Circle Awards
  - Miglior attrice a Hilary Swank
- 1999 - Gijón International Film Festival
  - Miglior attrice protagonista a Hilary Swank
  - Candidatura Miglior film a Kimberly Peirce
- 2000 - Molodist International Film Festival
  - Miglior lungometraggio a Kimberly Peirce e Hilary Swank
- 2000 - Online Film & Television Association
  - Miglior attrice protagonista a Hilary Swank
  - Candidatura Miglior film d'esordio a Kimberly Peirce
  - Candidatura Miglior attrice non protagonista a Chloë Sevigny
  - Candidatura Miglior sceneggiatura d'esordio a Kimberly Peirce e Andy Bienen
- 2000 - Online Film Critics Society Awards
  - Candidatura Miglior attrice protagonista a Hilary Swank
  - Candidatura Miglior attrice non protagonista a Chloë Sevigny
- 2000 - Political Film Society
  - Premio per l'esposizione
- 2000 - Santa Fe Film Critics Circle Awards
  - Miglior attrice a Hilary Swank
- 1999 - St. Louis International Film Festival
  - Premio del pubblico a Kimberly Peirce
- 1999 - Toronto Film Critics Association Awards
  - Miglior performance femminile a Hilary Swank
- 1999 - International Gay & Lesbian Film Festival
  - Miglior film a Kimberly Peirce
- 1999 - Village Voice Film Poll
  - Miglior performance a Hilary Swank
  - Miglior performance da non protagonista a Chloë Sevigny
  - Candidatura Miglior film

Nel 2019 è stato scelto per la conservazione nel National Film Registry della Biblioteca del Congresso degli Stati Uniti